# ZKS Stal Stalowa Wola
ZKS Stal Stalowa Wola, właśc. Zakładowy Klub Sportowy Stal Stalowa Wola – polski klub sportowy z siedzibą w Stalowej Woli, z sekcjami piłki nożnej młodzieżowej mężczyzn oraz koszykówki kobiet i mężczyzn. Został założony w 1938, a jego siedziba mieści się przy ulicy Hutniczej 15.

## Historia
Został założony w 1938 roku jako Klub Sportowy Stalowa Wola przez dyrektora Huty Stalowa Wola Feliksa Olszaka.
Pod koniec 1952 najprężniej działały sekcje hokeja na lodzie, tenisa stołowy, piłki nożnej, tenisa ziemnego, lekkoatletyczna, gier sportowych, motorowa, kolarska, strzelecka, szachowa, bokserska, łucznictwa. Sportowcem ZKS Stal był bokser Lucjan Trela, który reprezentował Polskę na Letnich Igrzyskach Olimpijskich 1968, był również pięciokrotnym mistrzem Polski. W lipcu 1974 klub został odznaczony odznaką „Zasłużony dla województwa rzeszowskiego”. Największym sukcesem piłkarskiej sekcji ZKS Stal było 12. miejsce w najwyższej klasie rozgrywkowej w sezonie 1993/1994.
Od wiosny 1946 do 1998 w Stali istniała sekcja lekkoatletyczna, z której pod koniec 1998 roku powstał KKS Victoria Stalowa Wola (od 2022 KKL Stal Stalowa Wola). W 2007 reaktywowana została sekcja boksu. Od 2010 roku ZKS Stal nie posiada już sekcji piłki nożnej; zastąpiono ją piłkarską spółką akcyjną Stal Stalowa Wola, która jest prawnym następcą i kontynuatorem tradycji ZKS Stal.

## Sekcje
Ostatnia aktualizacja: 20 lutego 2024
- Sekcja piłki koszykowej mężczyzn i kobiet
- Sekcja piłki nożnej młodzieżowej mężczyzn

## Nieistniejące już sekcje
- Sekcja boksu
- Sekcja hokeja na lodzie
- Sekcja piłki nożnej (sekcja ZKS do 2010[8])
- Sekcja tenisa
- Sekcja tenisa stołowego
- Sekcja motorowe
- Sekcja kolarska
- Sekcja lekkoatletyczna (sekcja ZKS do 1998[6])
- Sekcja strzelecka